# گرنی پلازا
گرنی پلازا (به انگلیسی: Gurney Plaza) یک بازار بزرگ خرید در شهر جرج تاون ایالت پنانگ، مالزی است. این بازار بزرگ خرید که در گرنی درایو واقع شده است، در ماه نوامبر ۲۰۰۱ افتتاح شد و اکنون توسط کپیتامالز آسیا مدیریت می‌شود که یک شرکت زیر مجموعه کپیتالند است که در سنگاپور مستقر می‌باشد. مستأجر ثابت و اصلی آن، پارکسون است در حالیکه مجموعه سینماهای گلدن اسکرین، بزرگ‌ترین پردیس سینمایی در شمال مالزی در طبقه آخر آن دایر است.
گرنی پلازا دارای ۳۸۰ فروشگاه است که در ۹ طبقه قرار گرفته‌اند و شامل ۲ طبقه پارکینگ ماشین در طبقات زیرین ساختمان و ۲ عدد پارکینگ طبقاتی است. این بازار بزرگ، برندهای معتبر بین‌المللی مختلفی را جذب خود نموده است، و به یکی از مراکز خرید خرده فروشی و تفریحی مهم در پنانگ تبدیل شده است.